# Río Tuela
El río Tuela es un río de vertiente atlántica situado al noroeste de la península ibérica que discurre por España y Portugal.
Los ríos Tuela, Manzanas y Támega, junto con algún otro de menor caudal de la Galicia suroriental, pertenecen al grupo de afluentes septentrionales del Duero portugués. Todos ellos difieren de los afluentes del Duero en el tramo español en que estos últimos confluyen con el Duero aguas arriba del gigantesco escalón conformado en los Arribes del Duero, materializado por el sistema de cañones en el área fronteriza con Portugal de las provincias de Zamora y Salamanca. 

## Geografía

### Cabecera
El río Tuela nace a unos 1.800 m, en el paraje denominado de las lagunas de la Ermita, situado en la sierra Segundera, al noroeste de la provincia de Zamora (Castilla y León). Este es un territorio con características biológicas y paisajísticas especiales, motivo por el que se encuentra incluido en el espacio protegido por el parque natural del Lago de Sanabria y en el LIC de las Riberas del río Tuela y afluentes.
El Tuela nace con dirección oeste y, a lo largo de unos 6 km va girando hasta adoptar la orientación suroeste. Durante este primer recorrido se encuentra apenas encajado sobre tierras altas con impronta glaciar. Con posterioridad trascurre el por el paraje denominado Mallado Do Olmo, en el que salva un notable escalón de 120 m en tan sólo 1 km. A los pies de este escalón, la cota del río se sitúa en los 1200 m. Es a partir de este punto donde se comienza a configurar como río.
La cabecera del río está rodeada de antiguos pastizales de montaña, que actualmente están siendo sustituidos por escobales (retama negra y escoba blanca), y brezales (rubio y blanco), acompañados de pequeñas manchas arbóreas. Su cauce se suele encontrar rodeado por un cordón de bosque de ribera.

### Tramo español
Desde su nacimiento discurre en dirección norte-sur por el oeste de la provincia de Zamora, muy próximo a la provincia de Orense, hasta adentrarse en Portugal. Durante todo este tramo, el Tuela atraviesa los municipios de Porto, Lubián y Hermisende, todos ellos pertenecientes a la denominada subcomarca de la Alta Sanabria de la histórica y tradicional comarca de Sanabria.
Desde la cabecera y hasta la frontera con Portugal, recibe aguas de los ríos Pedro, Leira y de los arroyos Pequeño y del Tuiza. Todos ellos son afluentes que responden a las mismas características de río de montaña, como es el caso del Tuela. El río Leira tiene, a su vez, un afluente importante, el arroyo de la Fraga de la Osa. Este también tiene las mismas características antes mencionadas.
Desde el Mallado do Olmo, el Tuela se divide en los siguientes subtramos:
- Alto Tuela: durante los primeros 2 km continúa su dirección suroeste, para en los siguientes 4 km tomar la dirección sureste hacia Chanos, donde ya desciende a la cota de los 930 m. Aquí recibe tributo de dos afluentes, el Tuiza por la derecha y el Leira por la izquierda;

- Medio Tuela: desde la confluencia del Tuiza y el Leira hasta la localidad de Hermisende;

- Bajo Tuela: desde Hermisende, donde toma la dirección suroeste, manteniéndola durante 5 km para terminar adentrándose en Portugal, donde alcanza una cota de 780 m.

En estos subtramos el Tuela ha configurado un valle con forma de uve, en los que se alcanza una profundidad máxima de en torno a los 400 m y una anchura máxima en su cotas altas de alrededor de los 5 km.
En cuanto a su vegetación, el Tuela avanza hasta Hermisende por un estrecho valle con laderas en los que los escobales y brezales llegan hasta el cordón del bosque de ribera. Estos arbustos están sustituyendo progresivamente de las laderas al potencial roble común, aunque se conservan pequeñas manchas de esta especie arbórea. Rebasado Hermisende, se ha originado un valle más abierto, en el que conviven el bosque de ribera y pequeñas fincas de pastizales para siega y, junto a los pueblos, pequeñas huertas.
En cuanto a la fauna del tramo español, se ha detectado en el Tuela la presencia de la nutria, catalogada como especie de especial interés en el Catálogo de Especies Amenazadas y en el bosque de ribera es un espacio de nidificación del mirlo acuático. Notable también es la presencia de la trucha común, con densidades de población de 0,2 individuos por m².
El Tuela ha sido aprovechado por el hombre desde tiempos inmemoriales. En su cauce se construyeron numerosos molinos y azudes que cumplieron una doble finalidad, por un lado la producción de energía para la molienda y, por otro, como zonas que ofrecen protección y alimento a la fauna existente. En la actualidad en el curso del río cuenta con 24 obstáculos transversales, de los que 5 son minicentrales hidráulicas. En Hermisende el río ha sido represado para crear una zona de baño.

### Tramo portugués
El Tuela entra en Portugal a través del municipio de Vinhais, donde recibe las aguas del río Baceiro. Este último, a su vez, dibuja los límites de los municipios de Vinhais y Braganza, en una zona en la que se encuentra una de las mayores manchas de roble común de toda la península ibérica.
El Tuela, recrecido por el aporte del Baceiro, continúa su recorrido hasta el municipio Mirandela. En este último municipio, y a 4 km de su llegada a la ciudad de Mirandela, el río Tuela se une al río Rabazal, formando entre ambos el río Túa que es uno de los afluentes de la margen derecha del río Duero en Portugal.